# Der Hase von nebenan
Der Hase von nebenan (engl. Untalkative Bunny) ist eine kanadisch-britische Zeichentrickserie, die von 2001 bis 2004 produziert wurde. Sie basiert auf dem Kurzfilm Untalkative Bunny von Graham Falk.

## Inhalt
Ort der Handlung ist die Große Stadt. In jeder Geschichte setzt sich der Hase von nebenan mit den Problemen der modernen Welt auseinander und macht dabei interessante und spannende Entdeckungen. Eine Besonderheit ist, dass der Hase niemals spricht- seine Gefühle verdeutlicht er durch eine stark ausgeprägte Mimik und Gestik. Jede Folge besteht aus fünf Geschichten, die jeweils etwa fünf Minuten dauern. In Deutschland wurden diese Geschichten in einer anderen Reihenfolge gezeigt als im Original.

## Charaktere
Der Hase von nebenan ist ein Hase, der niemals spricht. Er wohnt in einem Appartement. Sein Geschlecht ist nicht eindeutig definiert. Der Hase von nebenan ist immer bereit, seine Welt zu erkunden und neue Dinge auszuprobieren.
Das Eichhörnchen ist der beste Freund des Hasen. Es lebt zusammen mit seinen Kindern in einem Baum im Park und kommt seinen Freund oft besuchen. Auch das Eichhörnchen spricht niemals.
Der Emu wohnt einen Stock über dem Hasen. Oft beschwert er sich über seinen Nachbarn, den er nicht besonders gut leiden kann.
Der Brüllaffe ist ein weiterer Nachbar des Hasen. Einmal versucht er, den Hasen von nebenan zu fressen – ohne Erfolg.

## Produktion und Veröffentlichung
Die Serie wurde von 2001 bis 2004 von Dynomight Cartoons und Treehouse Productions unter der Regie von Graham Falk produziert. Für die Musik waren Wayne Bartlett und David Burns verantwortlich. Die Serie wurde vom 15. April 2001 bis Mai 2004 von Teletoon in Kanada ausgestrahlt.
In Deutschland wurde ein Teil der Folgen von Super RTL ausgestrahlt.

## Synchronisation
Als Sprecher der englischen Fassung der Serie waren unter anderem Cory Perkins, Matt West, Ross Wilson, Ashley Boivin und Kevin Tissock tätig.